# Parafia Niepokalanego Poczęcia Najświętszej Maryi Panny w Imielnie
Parafia Niepokalanego Poczęcia Najświętszej Maryi Panny w Imielnie – rzymskokatolicka parafia należąca do dekanatu Krośniewice w diecezji łowickiej.
Parafia liczy 519 wiernych.
Erygowana w 1685.
Do parafii należą wierni z miejscowości: Błota, Imielinek, Imielno, Rdutów, Ryszardów i Wilkowia.